# Fraret
|  | Aquest article tracta sobre l'ocell. Vegeu-ne altres significats a «rapa de frare». |

Els frarets són uns ocells pertanyents al gènere Fratercula que tenen un plomatge blanc i negre i un bec acolorit. Sovint es fa referència amb el nom de "fraret" al fraret atlàntic, l'únic que pot ser observat als Països Catalans. A l'illa de Menorca se'ls ha conegut també amb altres noms, com cadufs, cadafets o becs d'atxa.

## Taxonomia

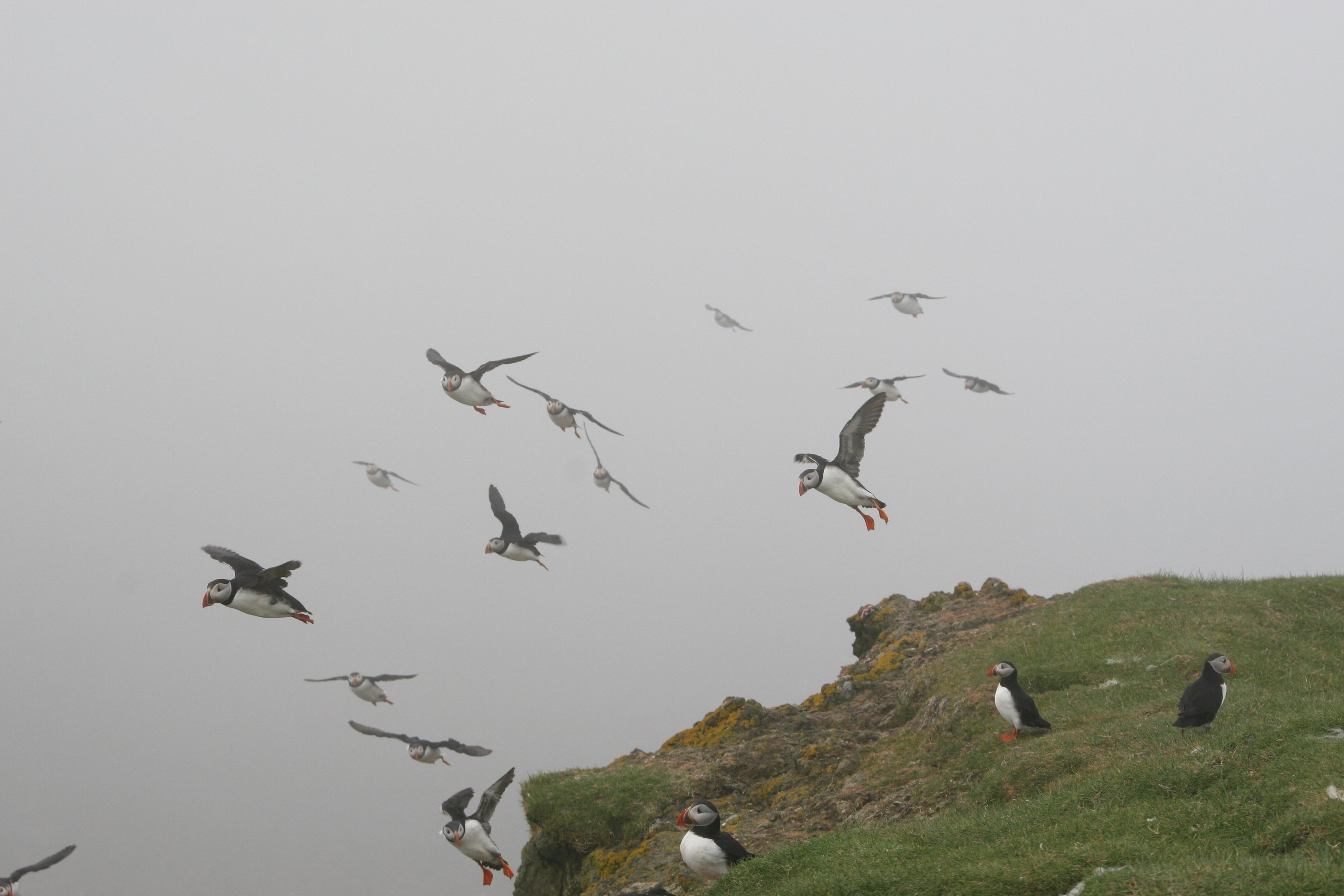
Frarets atlàntics de les illes Fèroe.

Avui dia, es coneixen tres espècies vives:
- Fraret atlàntic (Fratercula arctica).
- Fraret banyut (Fratercula corniculata).
- Fraret crestat (Fratercula cirrhata).

El gènere Fratercula probablement evolucionà al Pacífic nord, com la majoria de gavots. Tanmateix, se sap que com a mínim 2 espècies prehistòriques indescrites han viscut a l'Atlàntic occidental, comparativament aviat després de l'aparició del gènere:
- Fratercula sp. 1
- Fratercula sp. 2

Una altra espècie extincta, el fraret de Dow (Fratercula dowi) es trobà a l'arxipèlag del nord fins a finals del Plistocè o a principis de l'Holocè. És possible que s'extingís a causa de la sobrecaça i col·leccionisme d'ous a càrrec dels primers pobladors humans.